# Passez muscade (film, 1918)
Pour les articles homonymes, voir Passez muscade.
Pour plus de détails, voir Fiche technique et Distribution.
Passez muscade (Are Crooks Dishonest?) est un film américain réalisé par Gilbert Pratt, sorti en 1918.

## Fiche technique
- Titre original : Are Crooks Dishonest?
- Titre français : Passez muscade
- Réalisation : Gilbert Pratt
- Production : Hal Roach
- Pays d'origine : États-Unis
- Format : Noir et blanc - 1,33:1 - Film muet
- Genre : comédie, court métrage
- Date de sortie : 1918

## Distribution
- Harold Lloyd : Harold
- Bebe Daniels : Miss Goulash
- 'Snub' Pollard : Snub
- Sammy Brooks
- Gus Leonard : Vieil homme dans le parc
- Charles Stevenson